# Chage Live Tour 2018 ◆ CRIMSON ◆
『Chage Live Tour 2018 ◆ CRIMSON ◆』（チャゲ・ライブ・ツアー 2018 クリムゾン）は、Chageのライブ・ビデオ。2018年11月28日にDVDとBDで発売された。発売元はUSM JAPAN。

## 概要
東京・豊洲PITを皮切りに2018年8月25日から9月4日にかけて行われたライブツアー『Chage Live Tour 2018 ◆ CRIMSON ◆』。本作はそのコンサートツアーから8月26日の東京・豊洲PIT公演の模様を収録したもの。監督は坂本あゆみ。
特典映像としてスペシャル・インタビュー映像が収録されているほか、Blu-ray版のみ「たった一度の人生ならば」と「終章 (エピローグ) (MEMORIAL VERSION)」のMVも収められている。

## 収録曲
1. SE (愛のテーマ)
2. GIVE & TAKE
作詞・作曲：Chage
3. CRIMSON
作詞・作曲：Chage
4. 天使がくれたハンマー
作詞・作曲：Chage
5. アイシテル
作詞：Chage・エガワヒロシ　作曲：Chage
6. まわせ大きな地球儀
作詞：松井五郎　作曲：Chage
7. TOKYO MOON
作詞・作曲：Chage
8. 月が言い訳をしてる
作詞：Chage　作曲：Chage・村上啓介
9. waltz
作詞・作曲：Chage
10. Viva！Happy Birthday
作詞・作曲：Chage
11. もうひとつのLOVE SONG
作詞・作曲：Chage
12. ふたりの愛ランド
作詞：Chage・松井五郎　作曲：Chage
13. 東京Doll
作詞：澤地隆　作曲：Chage
14. 赤いベッド
作詞：澤地隆　作曲：Chage
15. equal
作詞：松井五郎　作曲：Chage
16. たった一度の人生ならば
作詞：松井五郎　作曲：Chage
17. 終章 (エピローグ) (MEMORIAL VERSION)
作詞：Chage・田北憲次　作曲：Chage
18. [7]
作詞・作曲：Chage
19. WINDY ROAD
作詞：澤地隆　作曲：Chage
20. トウキョータワー
作詞・作曲：Chage

### 特典映像 (DVD・BD共通)
1. スペシャル・インタビュー

### 特典映像 (BDのみ)
1. たった一度の人生ならば (MV)
2. 終章 (エピローグ) (MEMORIAL VERSION) (MV)

## Chage Live Tour 2018 ◆ CRIMSON ◆ (アルバム)
『Chage Live Tour 2018 ◆ CRIMSON ◆』（チャゲ・ライブ・ツアー 2018 クリムゾン）は、Chageの配信限定ライブ・アルバム。

### 解説
本作はコンサートツアー『Chage Live Tour 2018 ◆ CRIMSON ◆』から8月26日の東京・豊洲PIT公演の模様を収録している。
映像作品に収録されていた「SE (愛のテーマ)」はこのアルバムには収録されていない。

#### 収録曲
| #         | タイトル                                 | 作詞                | 作曲            | 時間   |
| --------- | ---------------------------------------- | ------------------- | --------------- | ------ |
| 1.        | 「GIVE & TAKE」                          | Chage               | Chage           | 4:51   |
| 2.        | 「CRIMSON」                              | Chage               | Chage           | 6:08   |
| 3.        | 「天使がくれたハンマー」                 | Chage               | Chage           | 5:20   |
| 4.        | 「アイシテル」                           | Chage、エガワヒロシ | Chage           | 6:11   |
| 5.        | 「まわせ大きな地球儀」                   | 松井五郎            | Chage           | 5:24   |
| 6.        | 「TOKYO MOON」                           | Chage               | Chage           | 5:20   |
| 7.        | 「月が言い訳をしてる」                   | Chage               | Chage、村上啓介 | 6:40   |
| 8.        | 「Waltz」                                | Chage               | Chage           | 4:35   |
| 9.        | 「Viva! Happy Birthday」                 | Chage               | Chage           | 6:02   |
| 10.       | 「もうひとつのLOVE SONG」                | Chage               | Chage           | 5:52   |
| 11.       | 「ふたりの愛ランド」                     | Chage、松井五郎     | Chage           | 4:33   |
| 12.       | 「東京Doll」                             | 澤地隆              | Chage           | 4:25   |
| 13.       | 「赤いベッド」                           | 澤地隆              | Chage           | 6:24   |
| 14.       | 「equal」                                | 松井五郎            | Chage           | 6:34   |
| 15.       | 「たった一度の人生ならば」               | 松井五郎            | Chage、村上啓介 | 5:57   |
| 16.       | 「終章 (エピローグ) (MEMORIAL VERSION)」 | Chage、田北憲次     | Chage           | 5:17   |
| 17.       | 「[7]」                                  | Chage               | Chage           | 4:54   |
| 18.       | 「WINDY ROAD」                           | 澤地隆              | Chage           | 8:01   |
| 19.       | 「トウキョータワー」                     | Chage               | Chage           | 7:10   |
| 合計時間: | 合計時間:                                | 合計時間:           | 合計時間:       | 109:38 |